# Coccobius flaviclavus
Coccobius flaviclavus is een vliesvleugelig insect uit de familie Aphelinidae. De wetenschappelijke naam is voor het eerst geldig gepubliceerd in 1894 door Howard.